# عبدالکریم خوئینی زنجانی
عبدالکریم خوئینی زنجانی عالم و روحانی شیعه زاده ۱۲۹۰ق و درگذشته به سال ۱۳۷۲ ق است.

## تولد
در حدود سال ۱۲۹۰ قمری در شهر خوئین که در ۸ فرسخی زنجان می‌باشد، در خانواده‌ای روحانی به دنیا آمد. او فقیه و روحانی دینی بوده‌است.
پدرش ملا ابراهیم بن اسحق بن عمران از شاگردان  انصاری و مادرش دختر عبدالکریم روغنی قزوینی بود. مادرش علاوه بر اینکه دختر مجتهد بود، خود نیز تحصیلات عالیه داشت و آن گونه که نقل شده، در درس خارج پدرش در پس پرده حاضر می‌شد و استفاده می‌کرد. او در نجف ازدواج کرد و آنگاه به قزوین مراجعت نموده، بعد از آن هم به خوئین رفته در همان‌جا فوت کرده ‌است. مادر زنجانی علاقهٔ زیادی به روحانیت داشت، به گونه‌ای که راضی نبود، هیچ ‌یک از فرزندانش غیر روحانی باشند.

## تحصیلات
شیخ عبدالکریم، تحصیلات مقدماتی و سطح خودش را در حوزهٔ علمیهٔ قزوین در مدرسهٔ علمیهٔ معصومیّه گذراند و پس از اتمام تحصیلات مقدماتی جهت ادامهٔ تحصیل در حضور علمای بزرگ اسلامی آن زمان عازم نجف شد. از اساتید او در نجف می‌توان سید محمدکاظم یزدی، صاحب عروه، الشریعه اصفهانی، آخوند ملا کاظم خراسانی، صاحب کفایه و میرزا محمدتقی شیرازی را نام برد. از همدرسان او در نجف نیز می‌توان سید محمد حجت کوه‌کمری، سید محمد حسین بروجردی و آقا بزرگ طهرانی را نام برد.

## مراجعت به زنجان
عبدالکریم خوئینی در حدود سال ۱۳۲۶ (قمری) به زنجان مراجعت کرد و مشغول ترویج دین و رسیدگی به امور مسلمین و تربیت شاگردان علوم دینی شد. از جمله شاگردانی که او در زنجان تربیت کرد می‌توان میرزا باقر زنجانی که از مدرسین مشهور و نمونه در علوم اسلامی بوده و سید احمد زنجانی که از علمای طراز اول قم در زمان سید حسین طباطبایی بروجردی بود را نام برد.

## تألیفات
1. شرح کفایه معروف به خودآموز کفایه. این تألیف در ۲ مجلّد بوده و به فارسی نوشته شده‌است. با توجه به استفادهٔ عموم طلاب از این کتاب، تاکنون ۳۰ بار به زیر چاپ رفته‌ است.
2. فوائد که دارای مطالب متفرقه است و چاپ نشده‌است.
3. حاشیهٔ عروه الوثقی که با وفات شیخ زنجانی ناقص ماند.
4. رسالهٔ علمیه.[۲]

## درگذشت
عبدالکریم خوئینی در ۲۸ صفر ۱۳۷۲ در قم در گذشت و در قبرستان نو مدفون گردید.